# Virchow-Gesamtausgabe

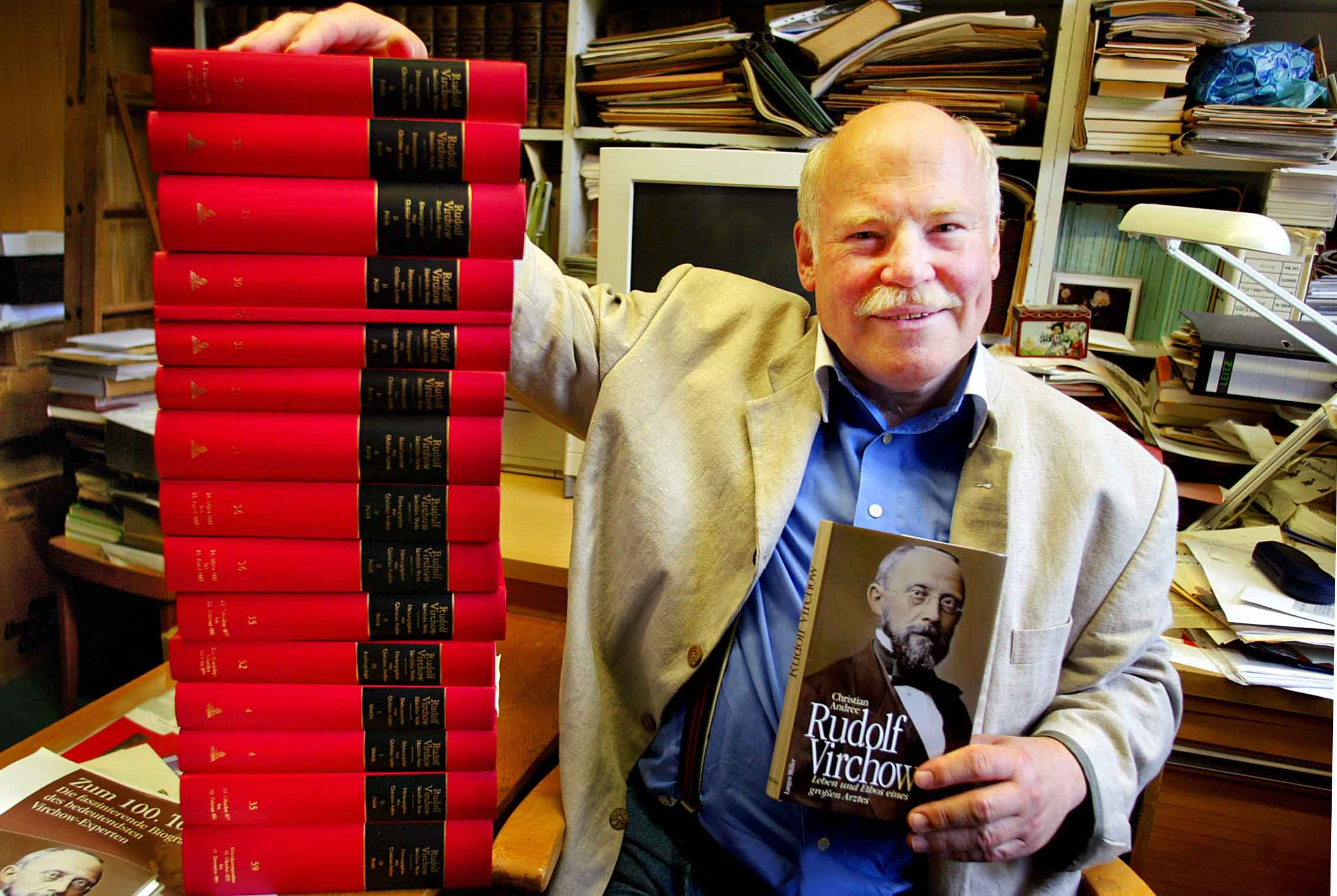
Christian Andree mit den ersten Bänden der Virchow-Gesamtausgabe (2002)

Die Virchow-Gesamtausgabe (seltener Rudolf-Virchow-Gesamtausgabe genannt) ist die seit 1992 erscheinende historisch-kritische Gesamtausgabe der Werke Rudolf Virchows. Die auf 71 Bände angelegte Buchreihe mit dem Titel Rudolf Virchow: Sämtliche Werke wird von Christian Andree herausgegeben. Die Bände erschienen zuerst in der Verlagsgruppe Peter Lang, ab 1999 beim Verlag Blackwell und seit 2005 im Georg Olms Verlag, der seit 2023 zur Nomos Verlagsgesellschaft gehört.

## Abteilungen
Die Gesamtausgabe ist thematisch in fünf Abteilungen gegliedert, die mit römischen Zahlen nummeriert sind:
I.	Medizin
II.	Politik
III.	Anthropologie, Ethnologie und Urgeschichte
IV.	Briefe Virchows und seiner Zeitgenossen
V.	Virchowiana – Materialien und Dokumente
Jeder Band ist einer Abteilung zugeordnet. Virchows Werke verteilen sich auf die Abteilungen I bis IV, die Abteilung V enthält zusätzliches Material mit Bezug zu Virchow.

## Bisher erschienene Bände
Stand: März 2025. Die Spalten sind sortierbar. Wegen der Sortierbarkeit wurden Teilbände mit Komma geschrieben, z. B. 1,1 statt 1.1.
| Band Nr.   | Abteilung                                    | Inhalt | Verlag     | Jahr            |
| ---------- | -------------------------------------------- | --- | ---------- | --------------- |
| 1,1        | I. Medizin                                   | Die Tagebuchaufzeichnungen und Notizbücher in chronologischer Folge. 1. Tagebuchaufzeichnungen 1837–1838; 2. Notizbuch (1832), 1838–1843; 3. Notizbuch 1841 (Pommerbuch); 4. Notizbuch 1843–1846 | Olms       | 2012            |
| 1,2        | I. Medizin                                   | Die Tagebuchaufzeichnungen und Notizbücher in chronologischer Folge. 5. Notizbuch 1845 (Teil 1); 6. Notizbuch 1845 (Teil 2) | Olms       | 2013            |
| 1,3 Teil 1 | I. Medizin                                   | Die Tagebuchaufzeichnungen und Notizbücher sowie personenbezügliche Dokumente in chronologischer Folge | Olms       | 2014            |
| 1,3 Teil 2 | I. Medizin                                   | Die Tagebuchaufzeichnungen und Notizbücher sowie personenbezügliche Dokumente in chronologischer Folge | Olms       | 2014            |
| 1,4 Teil 1 | I. Medizin                                   | Die Tagebuchaufzeichnungen und Notizbücher sowie personenbezügliche Dokumente in chronologischer Folge | Olms       | 2015            |
| 1,4 Teil 2 | I. Medizin                                   | Die Tagebuchaufzeichnungen und Notizbücher sowie personenbezügliche Dokumente in chronologischer Folge | Olms       | 2015            |
| –          | I. Medizin                                   | Register zu den vier Bänden 1,3 (zwei Teilbände) und 1,4 (zwei Teilbände) | Olms       | 2016            |
| 1,5        | I. Medizin                                   | Die Tagebuchaufzeichnungen und Notizbücher in chronologischer Folge | Olms       | 2015            |
| 1,6        | I. Medizin                                   | Die Tagebuchaufzeichnungen und Notizbücher in chronologischer Folge | Olms       | 2017            |
| 1,7        | I. Medizin                                   | Die Tagebuchaufzeichnungen und Notizbücher in chronologischer Folge | Olms       | 2018            |
| 4          | I. Medizin                                   | Beiträge zur wissenschaftlichen Medizin aus den Jahren 1846–1850 | Peter Lang | 1992            |
| 4,1        | I. Medizin                                   | Register zu Band 4 | Olms       | 2010            |
| 5          | I. Medizin                                   | Die medicinische Reform. Eine Wochenschrift erschienen vom 10. Juli 1848 bis zum 29. Juni 1849. Erweiterter und verbesserter Nachdruck der Ausgabe Berlin 1848–49 | Olms       | 2010            |
| 10         | I. Medizin                                   | Untersuchungen über die Entwicklung des Schädelgrundes im gesunden und krankhaften Zustande und über den Einfluss derselben auf Schädelform, Gesichtsbildung und Gehirnbau. Erweiterte und verbesserter Nachdruck der Ausgabe Berlin 1857 | Olms       | 2009            |
| 16,1       | I. Medizin                                   | Gesammelte Abhandlungen zur wissenschaftlichen Medicin 1856. Nachdruck der Ausgabe Frankfurt a. M. 1856, Band 1. | Olms       | 2007            |
| 16,2       | I. Medizin                                   | Gesammelte Abhandlungen zur wissenschaftlichen Medicin 1856. Nachdruck der Ausgabe Frankfurt a. M. 1856, Band 2. | Olms       | 2007            |
| 18         | I. Medizin                                   | Die erste Vorlesung über Pathologische Anatomie in Würzburg, Wintersemester 1849/50, in der Nachschrift von Dr. Thomas Burger | Olms       | 2013            |
| 19         | I. Medizin                                   | Vorlesungs- und Kursnachschriften aus Würzburg. Carl Gegenbaur, Sommersemester 1850; Friedrich Goll, Allgemeine Pathologische Anatomie und Physiologie (Pathogenie) 1850/51. | Olms       | in Vorbereitung |
| 20         | I. Medizin                                   | Specielle pathologische Anatomie des Menschen. In der Nachschrift von Friedrich Goll, Sommersemester 1851 in Würzburg | Blackwell  | 2003            |
| 21         | I. Medizin                                   | Vorlesungs- und Kursnachschriften aus Würzburg, Wintersemester 1852/53 bis Sommersemester 1854 | Blackwell  | 2000            |
| 22         | I. Medizin                                   | Vorlesung über pathologische Anatomie in der Nachschrift von Gustav Schmid, Würzburg, Sommersemester 1854 | Olms       | 2016            |
| 23         | I. Medizin                                   | Die Vorlesungen Rudolf Virchows über Allgemeine Pathologische Anatomie aus dem Wintersemester 1855/56 in Würzburg. Nachgeschrieben von Emil Kugler. Reprint der Ausgabe Jena 1930 | Olms       | in Vorbereitung |
| 24         | I. Medizin                                   | Vorlesungs- und Kursnachschriften aus Berlin (1859/60) | Olms       | in Vorbereitung |
| 26         | I. Medizin                                   | Zwei Vorlesungen über allgemeine pathologische Anatomie & pathologische Anatomie des Central-Nervensystemes. Berlin, Wintersemester 1874/75, in der Nachschrift von P. Styx | Olms       | 2015            |
| 27,1       | I. Medizin                                   | Die krankhaften Geschwülste. Dreißig Vorlesungen gehalten während des Wintersemesters 1862–1863 an der Universität zu Berlin. Nachdruck der Ausgabe Berlin 1863–65, Band 1 | Olms       | 2005            |
| 27,2       | I. Medizin                                   | Die krankhaften Geschwülste. Dreißig Vorlesungen gehalten während des Wintersemesters 1862–1863 an der Universität zu Berlin. Nachdruck der Ausgabe Berlin 1863–65, Band 2 | Olms       | 2005            |
| 27,3       | I. Medizin                                   | Die krankhaften Geschwülste. Dreißig Vorlesungen gehalten während des Wintersemesters 1862–1863 an der Universität zu Berlin. Nachdruck der Ausgabe Berlin 1863–65, Band 3 | Olms       | 2006            |
| 28,1       | I. Medizin                                   | Gesammelte Abhandlungen aus dem Gebiete der Öffentlichen Medicin und der Seuchenlehre. Nachdruck der Ausgabe Berlin 1879, Band 1 | Olms       | 2006            |
| 28,2       | I. Medizin                                   | Gesammelte Abhandlungen aus dem Gebiete der Öffentlichen Medicin und der Seuchenlehre. Nachdruck der Ausgabe Berlin 1879, Band 2 | Olms       | 2006            |
| 30         | II. Politik                                  | Politische Tätigkeit im Preußischen Abgeordnetenhaus. 28. Oktober 1861 bis 25. Januar 1864 | Peter Lang | 1992            |
| 30,1       | II. Politik                                  | Register zu Band 30 | Peter Lang | 1996            |
| 31         | II. Politik                                  | Politische Tätigkeit im Preußischen Abgeordnetenhaus. 17. Januar 1865 bis 6. Februar 1867 | Peter Lang | 1995            |
| 32         | II. Politik                                  | Politische Tätigkeit im Preußischen Abgeordnetenhaus. 1. Mai 1867 bis 11. Februar 1870 | Peter Lang | 1995            |
| 33         | II. Politik                                  | Politische Tätigkeit im Preußischen Abgeordnetenhaus. 14. Februar 1870 bis 13. Dezember 1874 | Peter Lang | 1997            |
| 34         | II. Politik                                  | Politische Tätigkeit im Preußischen Abgeordnetenhaus. 6. Februar 1875 bis 2. März 1877 | Blackwell  | 1999            |
| 35         | II. Politik                                  | Politische Tätigkeit im Preußischen Abgeordnetenhaus. 23. Oktober 1877 bis 22. Februar 1881 | Blackwell  | 2000            |
| 36         | II. Politik                                  | Politische Tätigkeit im Preußischen Abgeordnetenhaus. 24. März 1881 bis 26. April 1887 | Blackwell  | 2001            |
| 37         | II. Politik                                  | Politische Tätigkeit im Preußischen Abgeordnetenhaus. 14. Mai 1888 bis 16. März 1901 (letzte gehaltene Rede). Politische Tätigkeit im Deutschen Reichstag. Sämtliche Reden. 28. Juni 1878 bis 21. April 1893 sowie dazugehörige Dokumente. | Blackwell  | 2003            |
| 38         | II. Politik                                  | Die Kanalisation von Berlin. Reinigung und Entwässerung Berlins. Organisation der öffentlichen Gesundheitspflege im Norddeutschen Bund. Über Hospitäler und Lazarette. | Olms       | in Vorbereitung |
| 39         | II. Politik                                  | Juden und die Hospitäler. Die Besetzung der Assistentenstellen am Berliner Pathologischen Institut mit Bezug auf das Glaubensbekenntnis der Bewerber. Instruktion für die Frauenabteilung des Berliner Hülfsvereins für die deutschen Armeen im Felde. Der Krieg und die Wissenschaft.                                                                                                  | Olms       | in Vorbereitung |
| 40         | II. Politik                                  | Die Naturwissenschaften und ihre Bedeutung für die sittliche Erziehung der Menschen. Krieg und Frieden. Über die Erziehung des Arztes. Die Berliner Universität. | Olms       | in Vorbereitung |
| 44         | III. Anthropologie, Ethnologie, Urgeschichte | Beiträge zur physischen Anthropologie der Deutschen, mit besonderer Berücksichtigung der Friesen. Ueber die Methode der wissenschaftlichen Anthropologie. Die „Race prussienne“. „Armand de Quatrefages“. Ungedrucktes zu Rassenfragen. Erweiterte und verbesserte Ausgabe des Originals Berlin 1877                                                                                    | Olms       | 2008            |
| 45         | III. Anthropologie, Ethnologie, Urgeschichte | Gesamtbericht über die von der Deutschen Anthropologischen Gesellschaft veranlassten Erhebungen über die Farbe der Haut, der Haare und der Augen der Schulkinder in Deutschland. Mit zusätzlichen Texten Virchows zur Forschungsgeschichte der Schulkindererhebungen, zur „Rassen“- und anthropologischen „Juden“-Frage. Erweiterter und verbesserter Nachdruck der Ausgabe Berlin 1888 | Olms       | 2009            |
| 46         | III. Anthropologie, Ethnologie, Urgeschichte | Prähistorische und historische Beiträge 1843–1874 | Olms       | 2011            |
| 47,1       | III. Anthropologie, Ethnologie, Urgeschichte | Prähistorische und historische Beiträge 10. Januar 1874 bis 15. Dezember 1877 | Olms       | 2021            |
| 47,2       | III. Anthropologie, Ethnologie, Urgeschichte | Prähistorische und historische Beiträge 19. Januar 1878 bis 10. Dezember 1880 | Olms       | 2021            |
| 48,1       | III. Anthropologie, Ethnologie, Urgeschichte | Prähistorische und historische Beiträge 1881–1883 | Olms       | 2022            |
| 48,2       | III. Anthropologie, Ethnologie, Urgeschichte | Prähistorische und historische Beiträge 1883–1885 | Olms       | 2022            |
| 48,3       | III. Anthropologie, Ethnologie, Urgeschichte | Rudolf Virchow: Friedrich Bayern’s Untersuchungen über die ältesten Gräber- und Schatzfunde in Kaukasien. Herausgegeben und mit einem Vorwort versehen von Rudolf Virchow, bearbeitet von Christian Andree | Olms       | 2022            |
| 49,1       | III. Anthropologie, Ethnologie, Urgeschichte | Prähistorische Beiträge 1886–1887 | Olms       | 2013            |
| 49,2       | III. Anthropologie, Ethnologie, Urgeschichte | Prähistorische und historische Beiträge 21. Januar 1888 bis 20. Dezember 1890 | Olms       | 2014            |
| 50,1       | III. Anthropologie, Ethnologie, Urgeschichte | Prähistorische Beiträge 3. Januar 1891 bis 16. Dezember 1893 | Olms       | 2015            |
| 50,2       | III. Anthropologie, Ethnologie, Urgeschichte | Prähistorische Beiträge 20. Januar 1894 bis 19. Dezember 1896 | Olms       | 2018            |
| 50,3       | III. Anthropologie, Ethnologie, Urgeschichte | Prähistorische Beiträge 16. Januar 1897 bis 16. November 1901 | Olms       | 2019            |
| 51         | III. Anthropologie, Ethnologie, Urgeschichte | Prähistorische und historische Beiträge 16. Januar 1897 bis 16. November 1901 | Olms       | in Vorbereitung |
| 52         | III. Anthropologie, Ethnologie, Urgeschichte | Zur Kraniologie Amerikas. Arbeiten aus den Jahren 1871 bis 1894 | Blackwell  | 2002            |
| 53         | III. Anthropologie, Ethnologie, Urgeschichte | Friedrich Bayern’s Untersuchungen über den Kaukasus 1882, mit Erstdruck sämtlicher erhaltener ungedruckter Briefe | Olms       | in Vorbereitung |
| 54         | III. Anthropologie, Ethnologie, Urgeschichte | Das Gräberfeld von Koban im Lande der Osseten, Kaukasus. Eine vergleichend-archäologische Studie. Mit zusätzlichen Texten Virchows über das Gräberfeld und den Kaukasus. Erweiterte und verbesserte Ausgabe des Originals Berlin 1883 | Olms       | 2008            |
| 59         | IV. Briefe                                   | Der Briefwechsel mit den Eltern 1839–1864 | Blackwell  | 2001            |
| 60,1       | IV. Briefe                                   | Die Ehebriefe Rudolf Virchows an seine Frau Rose (genannt Röschen) 1852 bis 1880 | Olms       | 2022            |
| 60,2       | IV. Briefe                                   | Die Ehebriefe Rudolf Virchows an seine Frau Rose (genannt Röschen) 1881 bis 1898 | Olms       | 2022            |
| 61         | IV. Briefe                                   | Der Briefwechsel zwischen Theodor Goldstücker und Rudolf Virchow 1848 bis 1878 | Olms       | 2007            |
| 62         | IV. Briefe                                   | Virchows erhaltene Briefe an seine Töchter Adele, Marie und Hanna 1864–1901 | Olms       | 2023            |
| 66         | IV. Briefe                                   | Rudolf Virchows Korrespondenz mit Adolf Bastian und Hrolf Vaughan-Stevens. Mit zwei Vortexten von Markus Schindlbeck | Olms       | 2023            |
| 67         | IV. Briefe                                   | Der Briefwechsel von Adolf Bastian mit Rudolf Virchow | Olms       | in Vorbereitung |
| 68,1       | IV. Briefe                                   | Korrespondenzen um Troja in 4 Bänden, Band 1. | Olms       | in Vorbereitung |
| 68,2       | IV. Briefe                                   | Korrespondenzen um Troja in 4 Bänden, Band 2. | Olms       | in Vorbereitung |
| 68,3       | IV. Briefe                                   | Korrespondenzen um Troja in 4 Bänden, Band 3. | Olms       | in Vorbereitung |
| 68,4       | IV. Briefe                                   | Korrespondenzen um Troja in 4 Bänden, Band 4. | Olms       | 2023            |
| V,1        | V: Virchowiana – Materialien und Dokumente   | Neue Beiträge zur Virchow-Forschung. Festschrift zum 70. Geburtstag von Christian Andree. Mit einem Anhang „Editionen in der Wissenschaftsgeschichte“. Herausgegeben von Ingo Wirth. | Olms       | 2010            |
| V,2        | V. Virchowiana – Materialien und Dokumente   | Rudolf Virchow als Berliner Stadtverordneter 1859 bis 1902 | Olms       | 2013            |
| V,3        | V. Virchowiana – Materialien und Dokumente   | Virchow-Forschung als Lebensaufgabe. Festschrift zum 80. Geburtstag von Christian Andree. Herausgegeben von Ingo Wirth. | Olms       | 2018            |